# 寺澤元一
寺澤 元一（てらさわ げんいち、1956年9月6日 - ）は、日本の外交官。内閣府大臣官房参事官や、済州総領事を経て、駐サモア独立国特命全権大使。

## 人物・経歴
1979年天理大学外国語学部朝鮮学科卒業、外務省入省。在大韓民国日本国大使館、在シカゴ日本国総領事館、外務省国際情報局等で勤務し、外務省北米局日米安保条約課地位協定室長補佐、外務省アジア大洋州局北東アジア課地域調査官等を経て、2009年在ミクロネシア連邦日本国大使館参事官。2012年から羽田恵子の後任として、外務省アジア大洋州局大洋州課地域調整官。
外務省北米局北米第一課企画官を経て、2015年から済州総領事。内閣府大臣官房参事官兼大臣官房企画調整課野口英世アフリカ賞担当室長、外務省大臣官房付を経て、2019年から駐サモア独立国特命全権大使を務め、サモアでの福島県の認知度向上などのため尽力した。2022年依願退官。